# Charles Stewart (Politiker, 1836)

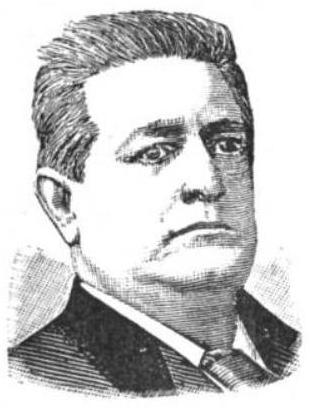
Charles Stewart

Charles Stewart (* 30. Mai 1836 in Memphis, Tennessee; † 21. September 1895 in San Antonio, Texas) war ein US-amerikanischer Politiker. Zwischen 1883 und 1893 vertrat er den Bundesstaat Texas im US-Repräsentantenhaus.

## Werdegang
Im Jahr 1845 zog Charles Stewart mit seinen Eltern nach Galveston in Texas, wo er die öffentlichen Schulen besuchte. Nach einem anschließenden Jurastudium und seiner 1854 erfolgten Zulassung als Rechtsanwalt begann er in Marlin in diesem Beruf zu arbeiten. Zwischen 1856 und 1860 fungierte er als Staatsanwalt im 13. Gerichtsbezirk seines Staates. Politisch schloss sich Stewart der Demokratischen Partei an. Im Jahr 1861 war er Delegierter auf der Versammlung, auf der der Staat Texas seinen Austritt aus der Union beschloss. Während des Bürgerkrieges diente er im Heer der Konföderation. 1866 zog er nach Houston, wo er wieder als Rechtsanwalt praktizierte, In den Jahren 1874 bis 1876 war er juristischer Berater dieser Stadt.
Zwischen 1878 und 1882 gehörte Stewart dem Senat von Texas an. Bei den Kongresswahlen des Jahres 1882 wurde er im ersten Wahlbezirk von Texas in das US-Repräsentantenhaus in Washington, D.C. gewählt, wo er am 4. März 1883 die Nachfolge von John Henninger Reagan antrat. Nach vier Wiederwahlen konnte er bis zum 3. März 1893 fünf Legislaturperioden im Kongress absolvieren. Im Jahr 1892 verzichtete er auf eine weitere Kandidatur. Nach dem Ende seiner Zeit im US-Repräsentantenhaus arbeitete Stewart wieder als Anwalt in Houston. Er starb am 21. September 1895 in San Antonio und wurde in Houston beigesetzt.